# フジコーズ
フジコーズ（英: FUJIKO'S）は、フジテレビと一部のFNS系列局で2023年4月から2025年3月まで放送されていた深夜バラエティ番組『オールナイトフジコ』において結成された、現役女子大学生からなるユニットである。
所属事務所は株式会社ALWAYS。所属レーベルはポニーキャニオン。グループのコンセプトは「日本一期待されていないアイドルグループ」。
『オールナイトフジコ』最終回時点で、1期生8名、2期生4名、3期生4名の16名体制で活動していた。
総合プロデューサーの秋元康が、全楽曲の作詞を務めていた。

## 概要
2023年4月15日（14日深夜）より開始されたフジテレビのバラエティ番組『オールナイトフジコ』に出演している、オーディションで選ばれた現役女子大学生たちによるユニットであり、かつて1983年 - 1991年に放送され、いわゆる「女子大生ブーム」の火付け役となった番組『オールナイトフジ』における「オールナイターズ」の役割を務めている。同日放送回から15名が1期生として活動を開始した。
彼女らは番組のメインMCを務める佐久間宣行がプロデュースするアイドルグループ「ラフ×ラフ」と同じ株式会社ALWAYSに所属していた。
2023年8月12日（11日深夜）放送回のエンディングにて2期生の募集が発表され、翌週19日（18日深夜）の放送終了後から2期生の募集が開始し、オーディションが行われ、同年10月21日（20日深夜）放送回から新たに6名が2期生として加入した。
2023年8月26日（25日深夜）放送回で、秋元康の作詞によるデビューシングルの制作が発表された。しかし9月9日（8日深夜）の放送で、CDデビューが予算不足でストップしているという報告がなされ、CDの発売日や楽曲制作、ミュージック・ビデオの制作からプロモーション、グループ衣装の制作などが一切何も決まっていない事が明かされた。また、この状況を逆手に取ってグループを「日本一期待されていないアイドルグループ」というコンセプトで売り出す事が確認された。
2023年10月28日（27日深夜）放送回で、同年12月13日に発売するデビューシングルのタイトルが「ウェーイTOKYO」であることと、同曲のセンターならびにユニットのリーダーを友恵温香が務める事が発表されたほか、同日付で公式ファンクラブが発足することも合わせて発表された。また、同年11月11日には、デビューシングルのレーベルをポニーキャニオンが担当することを同社のニュースリリースで発表した。
前述の通り2023年12月13日より「オールナイトフジコ公式ファンクラブ」が開設されているが、それ以前からWEBサイト・SNS上で彼女らを応援するための非公式のファンクラブが誕生している。
2024年1月13日（12日深夜）放送回のエンディングにて、2023年度現在で大学4年生のエブラヒミ椎菜、佐藤佳奈子、出町杏奈、友恵温香、松尾実李果、和智日菜子、井手美希、山中ありさ（学生番号順）と、大学院2年生の安藤令奈の9名が番組の同年3月最終生放送をもってフジコーズを卒業予定であることが発表された。
上記メンバー9名は2024年3月23日（22日深夜）放送回がフジコーズとして最後の番組出演となり、翌週29日にはフジテレビ湾岸スタジオにて開催されたイベント『フジコーズ卒業式2024』をもって、同ユニットの活動を終了した。また、上記放送回において、友恵に代わり2期生の藤本理子が同ユニットの2代目リーダーに就任することが発表された。
2024年3月2日（1日深夜）放送回で、3期生の募集が発表された。翌週9日（8日深夜）の放送終了後から募集が開始し、オーディションが行われ、5月18日（17日深夜）放送回から新たに4名が3期生として加入した。これによりフジコーズは現在の16名体制となった。
『週刊プレイボーイ』（集英社）8月12日号No.33「TIF×週プレ この夏週プレが推す ツギクル水着アイドル大集合!!」において、グループから沖玲萌、上杉真央、入山七菜、上西萌々の水着グラビアが掲載された。
2024年7月27日（26日深夜）放送回のエンディングにてフジコーズのレーベル担当者から10月16日にフジコーズ2ndシングル「キスから始めましょう」が発売されることが発表された。これに先立ち、同年8月2日と3日に開催された「TOKYO IDOL FESTIVAL 2024」で同曲が初披露されたほか、8月14日からは先行配信された。

### 『フジコ』の終了と解散
2025年3月22日（21日深夜）に『オールナイトフジコ』が最終回。同年3月30日にお台場・フジテレビV4スタジオにて「フジコーズ卒業式2025」が開催され、2年間の活動に幕を閉じた。
卒業式終了後の2025年4月30日に「フジコーズファンクラブ公式サイト」を、同年5月31日には「フジコーズグッズオフィシャルストア」を閉鎖となった。
また、番組途中でフジコーズを卒業したり、番組末期まで活動した各メンバーは、所属事務所を変更したり、ALWAYSに残った上で名前を改名して芸能活動を継続したりなど、芸能活動を引退して一般企業に就職したりと進路は様々であり、例としてメンバーの2代目キャプテン・藤本理子は同年5月10日、インスタグラムを更新し「梨子」に改名することを発表した。所属する「ALWAYS」の公式サイトでも「梨子」と掲載されている。

## メンバー

### 番組終了時在籍メンバー
- 学年は2025年1月現在のもの。現役生の身長・血液型はフジコーズの公式ページより引用。

| 学生番号 | 期生  | 名前                            | 愛称                        | 生年月日               | 出身地   | 身長  | 血液型 | 大学・学年         | 備考 |
| -------- | ----- | ------------------------------- | --------------------------- | ---------------------- | -------- | ----- | ------ | ------------------ | --- |
| No.1     | 1期生 | 雨宮 凜々子 （あめみや りりこ） | アメリリ シルバーコレクター | 2003年10月9日（21歳）  | 東京都   | 163cm | 不明   | 東京女子大学 3年   | |
| No.3     | 1期生 | 今井 陽菜 （いまい はるな）     | なっぴ                      | 2003年6月8日（22歳）   | 大阪府   | 160cm | AB型   | 関西学院大学 3年   | FRESH CAMPUS CONTEST 2022ファイナリスト ミス関西学院2023グランプリ                                                                                  |
| No.4     | 1期生 | 上杉 真央 （うえすぎ まお）     | すぎ まおにゃ               | 2004年9月5日（20歳）   | 東京都   | 164cm | B型    | 明治学院大学 2年   | fripSideの上杉真央とは同姓同名の別人 |
| No.6     | 1期生 | 沖 玲萌 （おき れもに）         | れもにーぬ                  | 2003年4月29日（22歳）  | 神奈川県 | 152cm | O型    | 立教大学 3年       | FRESH CAMPUS CONTEST 2022審査員特別賞 渋谷クロスFM『東京おしゃべり倶楽部RADIO』出演中                                                               |
| No.7     | 1期生 | 笠野 咲藍 （かさの さくら）     | さくらんぼ                  | 2002年12月3日（22歳）  | 兵庫県   | 158cm | AB型   | 武庫川女子大学 4年 | FRESH CAMPUS CONTEST 2021準グランプリ |
| No.8     | 1期生 | 小杉 怜子 （こすぎ れいこ）     | こすこ                      | 2004年2月7日（21歳）   | 神奈川県 | 161cm | A型    | 青山学院大学 3年   | FRESH CAMPUS CONTEST 2022グランプリ ABEMA『ヒロミ・指原の“恋のお世話始めました”』出演 MBSラジオ『オレたちゴチャ・まぜっ！～集まれヤンヤン～』出演中 |
| No.10    | 1期生 | 鈴木 心緒 （すずき こころ）     | こころん                    | 2004年3月19日（21歳）  | 神奈川県 | 155cm | A型    | 青山学院大学 3年   | FRESH CAMPUS CONTEST 2022ファイナリスト MBSラジオ『オレたちゴチャ・まぜっ！～集まれヤンヤン～』出演                                                 |
| No.11    | 1期生 | 髙村 栞里 （たかむら しおり）   | しおりん                    | 2002年6月30日（23歳）  | 埼玉県   | 160cm | A型    | 共立女子大学 4年   | FRESH CAMPUS CONTEST 2021審査員特別賞 |
| No.17    | 2期生 | 入山 七菜 （いりやま なな）     | ななち                      | 2003年2月6日（22歳）   | 東京都   | 160cm | O型    | 東洋大学 4年       | MISS CIRCLE CONTEST 2023グランプリ |
| No.18    | 2期生 | 久木田 帆乃夏 （くきた ほのか） | ほの                        | 2002年6月3日（23歳）   | 埼玉県   | 158cm | B型    | 成蹊大学 3年       | ミス成蹊2023グランプリ ミスオブミス2024審査員特別賞 実姉は衛星とカラテアのメンバーである久木田菜々夏                                                |
| No.19    | 2期生 | 坂本 結菜 （さかもと ゆな）     | ゆなち ゆなさん             | 2004年4月8日（21歳）   | 神奈川県 | 161cm | 不明   | 慶應義塾大学 2年   | |
| No.20    | 2期生 | 藤本 理子 （ふじもと りこ）     | お嬢                        | 2002年7月3日（23歳）   | 神奈川県 | 157cm | 不明   | 日本映画大学 4年   | フジコーズ2代目リーダー 元ぷちぱすぽ☆の藤本理子とは同姓同名の別人 現在は梨子名義で活動                                                              |
| No.22    | 3期生 | 上西 萌々 （うえにし もも）     | ももりん                    | 2002年12月17日（22歳） | 千葉県   | 159cm | A型    | 東京女子大学 4年   | |
| No.23    | 3期生 | 多田 七帆 （ただ ななほ）       | ほーちゃん ほーすけ         | 2003年6月23日（22歳）  | 東京都   | 161cm | A型    | 立教大学 3年       | |
| No.24    | 3期生 | 三好 菜乃 （みよし なの）       | なのたん                    | 2005年2月11日（20歳）  | 北海道   | 160cm | 不明   | 国際基督教大学 2年 | |
| No.25    | 3期生 | 山下 未愛 （やました みう）     | やまみー                    | 2003年9月6日（21歳）   | 東京都   | 164cm | 不明   | 文京学院大学 3年   | |

### 元メンバー（フジコーズ卒業生）
| 学生番号 | 期生  | 名前                                  | 愛称            | 生年月日               | 出身地   | 出身大学         | 備考                                                              |
| -------- | ----- | ------------------------------------- | --------------- | ---------------------- | -------- | ---------------- | ----------------------------------------------------------------- |
| No.2     | 1期生 | 安藤 令奈 （あんどう れいな）         | あんどれ        | 1998年8月25日（26歳）  | 愛媛県   | 東京大学大学院   | ミス東大2022ファイナリスト                                        |
| No.5     | 1期生 | エブラヒミ 椎菜 （えぶらひみ しいな） | 姫              | 2001年6月21日（24歳）  | 沖縄県   | 立教大学         | ミス立教2022ファイナリスト                                        |
| No.9     | 1期生 | 佐藤 佳奈子 （さとう かなこ）         | さかな          | 2000年7月8日（25歳）   | 東京都   | 青山学院大学     | 元子役 ABEMA『ヒロミ・指原の“恋のお世話始めました”』出演          |
| No.12    | 1期生 | 出町 杏奈 （でまち あんな）           | でまっちゃん    | 2001年4月4日（24歳）   | 青森県   | 拓殖大学         | ミス拓殖2022グランプリ ミスオブミスモデルプレス賞 RIZINガール2025 |
| No.13    | 1期生 | 友恵 温香 （ともえ はるか）           | ジュニア        | 2001年6月13日（24歳）  | 京都府   | 関西医科大学     | フジコーズ初代リーダー MISS CIRCLE CONTEST 2021グランプリ         |
| No.14    | 1期生 | 松尾 実李果 （まつお みりか）         | みんみ          | 2001年11月6日（23歳）  | 神奈川県 | 洗足学園音楽大学 |                                                                   |
| No.15    | 1期生 | 和智 日菜子 （わち ひなこ）           | 和智ちゃん      | 2002年1月10日（23歳）  | 京都府   | 立命館大学       | ミス立命館2022グランプリ                                          |
| No.16    | 2期生 | 井手 美希 （いで みき）               | いでみき        | 2001年12月7日（23歳）  | 佐賀県   | 国立音楽大学     | MISS CIRCLE CONTEST 2022グランプリ                                |
| No.21    | 2期生 | 山中 ありさ （やまなか ありさ）       | ありさ ありんこ | 2001年11月17日（23歳） | 神奈川県 | 明治学院大学     | MISS CIRCLE CONTEST 2021審査員特別賞                              |

## 出演

### テレビ
- オールナイトフジコ（2023年4月15日 - 2025年3月22日、フジテレビ）
- 2023 FNS歌謡祭 第2夜（2023年12月13日、フジテレビ）[48]
- TIF presents ONE SONG FES. #2（2024年8月1日、フジテレビ / 同年8月11日、BSフジ）[49]
- エンタメサーチバラエティ プレミアの巣窟（2024年12月23日・30日、フジテレビ）[50][51][注 2]
- Tune（2025年3月14日、フジテレビ）[52][注 3]

### ラジオ
- オールナイトニッポンX（2023年12月21日 、ニッポン放送）[48][注 4]
- レコメン?（2024年10月25日、文化放送）[53][注 5]

### YouTube
- 【顔面パイ】フジコーズがやってきた！ラフラフと顔面じゃんパイ対決【衝撃結末】（ラフ×ラフ公式YouTubeチャンネル）[54][注 6]
- 【可愛い】第一回大喜利アイドル天下一武道会！可愛くて面白いアイドルは誰だ！【爆笑】（ラフ×ラフ公式YouTubeチャンネル）[55][注 7]
- 【リズム大喜利】第一回アイドル大喜利天下一武道会！優勝グループは！？【爆笑】（ラフ×ラフ公式YouTubeチャンネル）[56][注 7]
- 【爆笑】波乱の展開！！第二回アイドル大喜利天下一武道会！【場が荒れた】（ラフ×ラフ公式YouTubeチャンネル）[57][注 8]
- 【勝つのは！？】第二回アイドル大喜利天下一武道会！優勝グループ決定！【新曲情報も】（ラフ×ラフ公式YouTubeチャンネル）[58][注 8]

### イベント
- TOKYO IDOL FESTIVAL 2023（2023年8月4日、お台場・青海周辺エリア）
- TGC teen 2023 Winter（2023年11月12日、LINE CUBE SHIBUYA）[59]
- BIWAFES（2024年2月4日、ボートレースびわこ）[60]
- オダイバ!超次元音楽祭フユフェス2024（2024年2月24日・25日、ぴあアリーナMM）[61]
- マイナビ TOKYO GIRLS COLLECTION 2024 SPRING/SUMMER（2024年3月2日、国立代々木第一体育館）[62]
- AGE STOCK 2024（2024年3月3日、国立代々木第一体育館）[63]
- フジコーズ卒業式2024（2024年3月29日、フジテレビ湾岸スタジオ）
- 富士SUPER TEC 24時間レース（2024年5月25日、富士スピードウェイ）[64]
- IDOL SQUARE Presents SQUARE PARTY10（2024年6月29日、大手町三井ホール）[65]
- TOKYO IDOL FESTIVAL 2024（2024年8月2・3日、お台場・青海周辺エリア）[66][67][68]
- TGC teen 2024 Summer supported by UP-T（2024年8月30日、Zepp Diver City）[69]
- 京コレドリームフェスタ（2024年9月8日、ロームシアター京都野外ステージ）
- IDOL SQUARE Presents SQUARE PARTY11（2024年9月21日、KANDA SQUARE HALL）[70]
- STARRZ TOKYO（2024年9月25日、きゅりあん）[71]
- GIGA･GIGA SONIC presented by ドラゴンエッグ ～in 幕張メッセ vol.2～（2024年10月19日、幕張メッセ国際展示場ホール7-8）[72]
- IDOL SQUARE Presents SQUARE PARTY12（2024年10月26日、KANDA SQUARE HALL）[73]
- ツインプラネット感謝祭（2024年10月30日、EX THEATER ROPPONGI）[74]
- フジコーズ1st anniversary live「1周年から始めましょう」（2024年12月26日、Zepp Shinjuku）
- IDOL SQUARE presents SQUARE PARTY13（2025年1月13日、KANDA SQUARE HALL）[75]
- ラフ×ラフ presents アイドル大喜利天下一武道会（2025年2月17日、ヒューリックホール東京）
- オダイバ!!超次元音楽祭フユフェス2025（2025年2月23日、ぴあアリーナMM）[76]
- ガラスガール3周年記念 ガラフェス～かがやきJAPAN 真昼の青春セレナーデ～（2025年3月9日、豊洲PIT）[77]
- IDOL SQUARE presents SQUARE PARTY15（2025年3月20日、KANDA SQUARE HALL）[78]

- フジコーズ卒業式2025（2025年3月30日、フジテレビV4スタジオ）

## ディスコグラフィ

### シングル
|   | リリース日     | タイトル             | 販売形態 | 規格品番   | 形態        | オリコン 最高位 |
| - | -------------- | -------------------- | -------- | ---------- | ----------- | --------------- |
| 1 | 2023年12月13日 | ウェーイTOKYO        | CD+DVD   | PCCA-06255 | 初回限定盤  | 13位            |
| 1 | 2023年12月13日 | ウェーイTOKYO        | CD       | PCCA-70567 | 通常盤      | 13位            |
| 2 | 2024年10月30日 | キスから始めましょう | CD+DVD   | PCCA-06336 | 初回限定盤A | 5位             |
| 2 | 2024年10月30日 | キスから始めましょう | CD+DVD   | PCCA-06337 | 初回限定盤B | 5位             |
| 2 | 2024年10月30日 | キスから始めましょう | CD       | PCCA-70581 | 通常盤      | 5位             |

## その他

### 番組以外の活動
- 2023年5月19日の放送にて「水着グラビアに出たいメンバー」を募集し、15名中9名が挙手。最終的にじゃんけんに勝利した雨宮凜々子・今井陽菜・笠野咲藍・友恵温香・和智日菜子が同年6月6日発売の写真週刊誌「FLASH」にて水着での撮りおろしグラビアを披露した[81]。
- 番組内での「貝殻、やりますよ」という発言をきっかけに出町杏奈に『週刊プレイボーイ』から18年ぶり令和初となる貝殻水着グラビアのオファーがあり、2023年7月10日発売の30・31号に実際に貝殻水着グラビアが掲載された他、グラビアのオフショットを集めたデジタル写真集も発売された[82]。
- メンバー全員が2023年8月4日の「TOKYO IDOL FESTIVAL 2023」に出演。番組グッズの手売り販売や上杉真央・出町杏奈による水着撮影会、SHOWROOMでも配信された番組内でのコーナー「フジコネシート」の出張版となる「なぎさのBAR～出張オールナイトフジコ～」などの企画でファンと直接交流した他、同日の生放送では番組後半にフジテレビ湾岸スタジオに観覧客を入れてフィロソフィーのダンスと雨宮凜々子・沖玲萌がAdoの「新時代」、#2i2と小杉怜子がYOASOBIの「アイドル」、純情のアフィリアと安藤令奈・今井陽菜・鈴木心緒がAKB48の「ヘビーローテーション」のコラボパフォーマンスをそれぞれ披露した[83][84][85]。
- 番組内での企画「フジコエモうた歌謡祭」で優勝したエブラヒミ椎菜と上杉真央・和智日菜子がファッション誌『Sweet』の2023年9月12日発売号に掲載される[86]。
- 番組内での企画「フジコすぎて伝わらないモノマネ選手権」で優勝した佐藤佳奈子が7月13日に新宿にある「そっくり館キサラ」でみかんらが出演するモノマネショーの前座を務めた。その模様は7月28日放送分にて紹介された[87]。
- メンバーの佐藤佳奈子と上杉真央が2023年8月20日に2人によるYouTubeチャンネル「地底スプーン」を開設[88]。8月28日より投稿開始。
- 2期生も加えた総勢20名のフジコーズ[注 9]が番組レギュラーの村重杏奈と共に11月12日に開催された「TGC teen 2023 WINTER」に出演。「オールナイトフジコステージ」として、ランウェイを歩いたほか、デビューシングル及び番組の宣伝も行った。[89][90]
- デビューシングル「ウェーイTOKYO」の売上上位8名のメンバー（友恵温香・沖玲萌・上杉真央・小杉怜子・入山七菜・久木田帆乃夏・髙村栞里・井手美希）が2024年2月4日にボートレースびわこで初開催されたアイドルイベント「BIWAFES」に出演。彼女らにとって初の野外イベントとなった。同イベントでは「ウェーイTOKYO」ならびにカップリング曲の「思い出泥棒」、番組テーマソングの「Friday overnight」（ヘッドフォンの中の世界）や、以前番組内で#2i2とコラボパフォーマンスを披露したYOASOBIの「アイドル」のほか、同イベントに出演していた君に、胸キュン。の「恋愛警戒警報」、まねきケチャの「冗談じゃないね」も披露した。[60]
- 3期生4人を除く12人が2024年5月25日に富士スピードウェイで行われた「富士SUPER TEC 24時間レース」に公式応援サポーターとして参加。レース発走前には雨宮と沖が国歌斉唱の大役を務めたほか、ステージイベントを行ったり、耐久レースの公式YouTubeチャンネルに出演したほか、フジコーズが考案し、たいめいけんの茂出木浩司シェフが監修を務めたオリジナル丼も販売された。[91]
- 笠野咲藍[注 10]を除く15人のメンバーが2024年8月2日と3日に「TOKYO IDOL FESTIVAL 2024」出演。2ndシングル「キスからはじめましょう」を含むステージパフォーマンスを行ったほか、上杉・沖・入山・上西は「週刊プレイボーイ」とのコラボ企画として水着でのステージにも挑戦。さらに、8月3日未明の「オールナイトフジコ」はフジテレビ湾岸スタジオに観覧客を入れての生放送を実施。TIF出演アーティストとフジコーズのコラボ企画が行われ、私立恵比寿中学と沖・髙村・坂本・藤本・多田・山下が「ウェーイTOKYO」（フジコーズ）、久木田の姉の菜々夏が所属する衛星とカラテアと今井・上杉・久木田が「僕は僕を好きになる」（乃木坂46）をそれぞれ披露したほか、番組の人気企画の「騎乗糸通し」に#2i2の天羽希純が挑戦したり、僕が見たかった青空の伊藤ゆずと久木田姉妹による「サウナトーク」も放送された。なお、衛星とカラテアはグループでのテレビ初出演となった。[92][93][94][95]